# Обарање F-117 код Буђановаца
Обарање F-117 код Буђановаца је догађај током НАТО бомбардовања СРЈ који представља први и једини потврђени губитак авиона НАТО алијансе израђеног у стелт технологији. Авион Америчког ратног ваздухопловства Локид F-117A Ноћни јастреб са ознакама AF 82 806 HO (база Холоман, Нови Мексико) је оборен 27. марта 1999. године, четвртог дана НАТО бомбардовања, а оборио га је 3. дивизион 250. ракетне ПВО бригаде Војске Југославије, којим је командовао потпуковник Золтан Дани. Авион је погођен из руског ракетног система С-125 Нева. Онеспособљен за даљи лет, авион се срушио у атару сремског села Буђановци код Руме.
Пилот потпуковник Дејл Зелко је спасен 6 сати након обарања.

## Претходна дејства
Пре бомбардовања Југославије, F-117 је коришћен у Америчкој инвазији Панаме (Операција Праведни циљ) 1989. и у Заливском рату 1991. године. Током Заливског рата, 40 авиона F-117 је извело више од 1270 летова и избацили су 30% од укупног броја прецизних навођених пројектила који су коришћени у рату. Постојали су непотврђени извештаји да су ирачки радари понекад опажали ове авионе.

## Војска Југославије за време бомбардовања
У време бомбардовања, Војска Југославије је у оквиру свог Ваздухопловства и ПВО имала радаре америчке израде AN/TPS-70 и AN/TPS-63, и британски C-600, чији је оперативни опсег на центиметарским и дециметарским таласним дужинама, као и радаре совјетског порекла који раде на таласним дужинама од готово два метра и који су и на великим одстојањима успешно откривали авионе са смањеним радарским одразом. Управо су радари совјетске израде П-12 (ушао у употребу 1961) и П-18 омогућили откривање летелица које су осталим радарима остале невидљиве.
Велика претња за радарске системе и Противваздушну одбрану Војске Југославије су били антирадарски HARM пројектили и системи за електронско детектовање. Због тога су радари били укључивани на кратко, а поруке нису слате електронски, већ преко курира, док су радари и лансери ракета често мењали свој положај.

## Обарање авиона
Запис у Ратном дневнику заменика команданта 3. ракетног дивизиона 250. рбр ПВО, потпуковник Ђорђе Аничић.
На ватрени положај стижем око 20.30 часова. Прилазећи средствима пролазим поред лансирне рампе. Ракете су на припреми, а угао нагиба велики. Лагани дрхтај тела, јер не знам шта се дешава у кабини. Улазим и седам на место помоћника руковаоца гађања уместо мајора Стоименова. Дани дрема ослоњен на блокове за управљање радом лансирних рампи. Нема близу циљева у ваздуху, има их на већим даљинама на разним азимутима. Одједном на показивачу осматрачког радара, на азимуту 195 уочавам циљ, на даљини од 23 километра. Кажем:„Дани, овај иде на нас”! Циљеви су се приближавали. На даљини 14-15 km и азимуту 210 степени руковалац гађања потпуковник Золтан Дани је наредио тражење циља. Ја сам наредио „Антена”-укључено је зрачење нишанског радара. Тог момента почиње игра мачке и миша. Зрачимо више од 10 секунди неуспешно тражећи циљ. Наређујем: „Прекини тражење-еквивалент”! После неколико тренутака Дани наређује тражење циља на азимуту 230, а ја моменат зрачења. Веома брзо, за пар секунди, циљ је пронађен, точкићи су шкљоцнули више пута, али оператори ручног праћења нису могли да га прихвате. Циљ је ишао у маневар великом угловном брзином. Зрачили смо више од 10 секунди. Поново је време зрачења предугачко и поново наређујем: „Прекини тражење-еквивалент”!
Поново видим циљ на азимуту 240 степени и даљини од 14 km. Циљ врши маневар курсом, лепо се види на показивачима осматрачког радара. Покушавамо исти поступак трећи пут на азимуту 240. Точкићи официра вођења шкљоцају, оператори га губе. Таман сам мислио да ни овај покушај неће успети, када је старији водник Матић узвикнуо: „Дај га, дај га, имам га”! Точкићи су шкљоцнули и оператори су га прихватили. Стабилно праћење, азимут 242 степена, даљина 14,5 km (…) Официр за вођење извештава: Азимут 250 степени, даљина 13 km.
Циљ уништи, метод т/т, лансирај!, командовао је Дани. Потмула експлозија. Старт прве ракете, после 5 секунди и друге. Муминовић извештава прва лансирана, прва захваћена, друга лансирана, друга није захваћена."Како није захваћена?"- питам и устајем са столице радног места помоћника руковаоца гађања нагињем се преко главе оператора праћења по Ф2 да видим екране официра за вођење. Оператори стабилно прате. Посматрам екран официра за вођење ракета. Светлосни бљесак и експлозија прве ракете на циљу. Циљ је уништен. Наређујем: „Скидај високи”! Даљина 10-11 km, азимут 270 степени-извештава официр вођења Муминовић. Седам назад на столицу и гледам екран осматрачког радара. Паника у ваздуху. Сви су се разбежали, нигде ни једног циља.
После 20-30 минута добијамо команду Припрема за марш! Треба брзо напустити локацију лансирања. Преморен сам. Нисам спавао два дана и ноћи.

На радио-вестима у 22.00 часа чујемо да смо оборили F-117А. Олупина је пала у атар села Буђановци. Премештај на наредни ватрени положај је био врло брз. Еуфорија и морал знатно су порасли у јединици. Сви зову, честитају. Напетост је попустила. Нестало је грча. Повратила се вера да се нешто може урадити. Одушевљење је владало у народу околних села. Сви су нас посматрали са великим поштовањем.

## Спасавање пилота
Након пада авиона и катапултирања пилота пуковника Дејла Зелка америчка спасилачка мисија кренула је у акцију. Спасилачка екипа налазила се у једном хеликоптеру MH-60 и два MH-53, а у пратњи се налазило 6 авиона A-10.

## Реаговање
Представник за штампу Пентагона Кен Бејкон је 28. марта 1999. године потврдио да је авион Америчког ратног ваздухопловства пао 40 километара западно од Београда. Узрок пада није наведен јер, према саопштењу, званичници Пентагона још увек нису знали да ли је авион оборен или је квар довео до губитка летелице.

## Судбина остатака
Америчке власти су у неколико наврата захтевале од југословенских органа да се у Сједињене Државе врате сви делови и остаци ловца бомбардера F-117А.
Највећи део остатака обореног авиона налази се у Музеју ваздухопловства надомак Београдског аеродрома Никола Тесла. По речима запослених у овој установи у њиховом власништву је 75% остатака летелице. Такође, један део крила налази се у оквиру сталне поставке меморијалне собе, посвећене херојима 250. ракетне бригаде, у команди те јединице, у Београду на Бањици. Непознато је, међутим, колики је број делова, али и најмодерније електронске опреме завршио ван граница Србије.
Београдска штампа је спекулисала да су у поседу високософистицираних уређаја са овог авиона и Руси, али и Кинези који су још током рата добили ове делове. Званично, Београд никад није потврдио, али ни демантовао да је омогућио Москви и Пекингу да дођу у посед делова F-117A. Високи руски званичници су изјавили да су остаци F-117A коришћени за тестирање нове генерације антистелт технологије и пројектила.

## Документарни филм
Зељко Мирковић српски редитељ је 2012. године режирао и продуцирао документарни филм о овом догађају под називом „Други састанак”. Прича прати потпуковника Дејла Зелка бившег пилота F-117A који путује у Србију да се састане са пуковником Золтаном Данијем бившим командантом ракетног дивизиона који је тај авион оборио.

## Обарањеу популарној култури
Индексово радио позориште је снимило сатиричну песму „Ел Кондор пада” о пилоту обореног авиона који је веровао да је његова мисија потпуно безбедна пошто је његов бомбардер F-117A наводно невидљив за радар. Песма се наставља приповедањем о његовом лету и обарању од стране ПВО Војске Југославије. На крају песме, пилот је евакуисан уз помоћ 32 хеликоптера након што су за њим трагали сељаци са вилама. Песма такође истиче незнање војника НАТО-а о Косову, који не знају ни где се оно тачно налази.